# Gymnoleon isopterus
Gymnoleon isopterus is een insect uit de familie van de mierenleeuwen (Myrmeleontidae), die tot de orde netvleugeligen (Neuroptera) behoort. 
Gymnoleon isopterus is voor het eerst wetenschappelijk beschreven door Navás in 1913.